# Montefalcone di Val Fortore
Pour les articles homonymes, voir Montfalcone (homonymie).
Montefalcone di Val Fortore est une commune italienne d'environ 1 400 habitants, située dans la province de Bénévent, dans la région Campanie, en Italie méridionale.

## Monuments

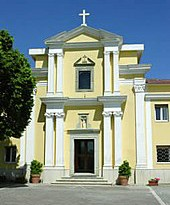
Façade du sanctuaire.

## Administration
| Période                                  | Période | Identité | Étiquette | Qualité |
| ---------------------------------------- | ------- | -------- | --------- | ------- |
|                                          |         |          |           |         |
| Les données manquantes sont à compléter. |         |          |           |         |

### Communes limitrophes
Castelfranco in Miscano, Foiano di Val Fortore, Ginestra degli Schiavoni, Roseto Valfortore, San Giorgio La Molara.